# Berberis flexuosa
Berberis flexuosa är en berberisväxtart som beskrevs av Hipólito Ruiz López och Pav.. Berberis flexuosa ingår i släktet berberisar, och familjen berberisväxter. Inga underarter finns listade i Catalogue of Life.